# Semaeopus irmata
Semaeopus irmata är en fjärilsart som beskrevs av Charles Oberthür 1912. Semaeopus irmata ingår i släktet Semaeopus och familjen mätare. Inga underarter finns listade i Catalogue of Life.